# Helmut Noss

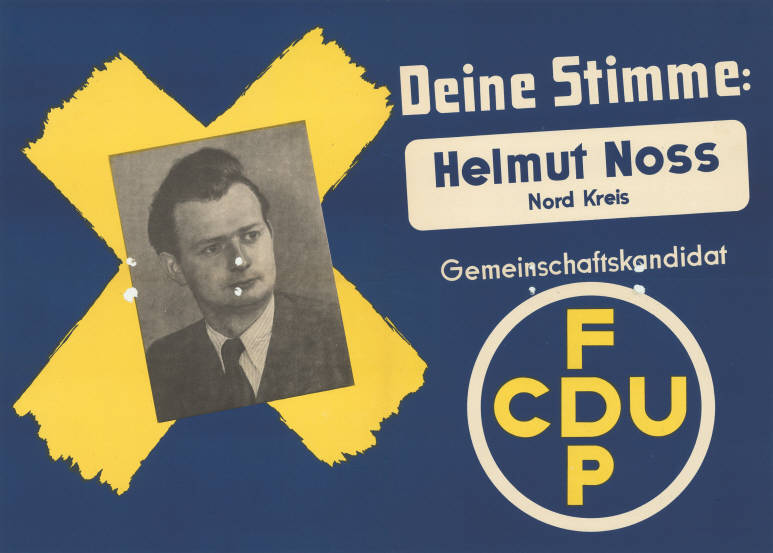
Helmut Noss auf einem Landtagswahlplakat 1950

Helmut Noss (* 8. Juni 1919 in Hilgenroth; † 18. Juni 1981) war ein deutscher Politiker und Landtagsabgeordneter (FDP).

## Leben und Beruf
Nach dem Schulbesuch absolvierte Noss eine Schlosserlehre und war danach Technischer Angestellter, bevor er sich 1947 als Schlosser selbständig machte. Mitglied der FDP wurde er 1945. Er war in zahlreichen Gremien der FDP vertreten, so z. B. als Erster Kreisvorsitzender der FDP.
Vom 5. Juli 1950 bis 4. Juli 1954 war Noss Mitglied des Landtags des Landes Nordrhein-Westfalen. Er wurde als gemeinsamer Kandidat von CDU und FDP im Wahlkreis 024 Oberb.-Kreis-Nord direkt gewählt. Noss war Mitglied im Kreistag des Oberbergischen Kreises.